# (3028) Zhangguoxi
(3028) Zhangguoxi es un asteroide perteneciente al cinturón de asteroides, descubierto el 9 de octubre de 1978 por el equipo del Observatorio de la Montaña Púrpura desde el Observatorio de la Montaña Púrpura, Nankín (China).

## Designación y nombre
Designado provisionalmente como 1978 TA2. Fue nombrado Zhangguoxi en honor al industrial chino Zhang Guoxi.